# Telekompaketet
Telekompaketet (Telecoms Reform Package) utgör en översyn av fem EG-direktiv och en ny förordning om att bilda en EU-myndighet. Målet var förändra och modernisera EU:s regler för telekommunikation från 2002. Förslaget presenterades för Europaparlamentet i Strasbourg den 13 november 2007 av kommissionären Viviane Reding . En slutlig kompromisslösning antogs av en förlikningskommitté den 4 november 2009. Ministerrådet och Europaparlamentet har sedermera bifallit kompromissen, varvid Telekompaketet slutligen antogs den 25 november 2009. Därefter har EU:s medlemsstater 18 månader på sig att implementera de nya bestämmelserna i sina respektive nationella lagstiftningar.
Europeiska kommissionen föreslog 2007 en uppdatering av regelverket för elektroniska kommunikationer från 2002 som innebär att man presenterat två paket av direktivförslag. Det ena direktivet - ”bättre reglering” - innehåller ändringar i ram-, tillträdes- och auktorisationsdirektiven och det andra - ”medborgarnas rättigheter” - innehåller ändringar i direktiven om dataskydd och samhällsomfattande tjänster. Dessutom presenterades ett förslag till en förordning om inrättande av en EU-myndighet. Ändringarna syftade till att modernisera, effektivisera och förenkla direktiven, men de grundläggande förutsättningarna om att öka konkurrensen och harmoniseringen på marknaden ligger fast från tidigare reglering. De uppdaterade direktiven införlivas i svensk rätt genom propositionen Bättre regler för elektronisk kommunikation och träder ikraft den 1 juli 2011.

## Behandling
Under Europaparlamentets första behandling av kommissionens förslag, den 24 september 2008, föreslog ledamöter i Europaparlamentet en rad tillägg. Vissa av tilläggen syftade till att reglera innehållet i den elektroniska kommunikationen. Andra tillägg föreslogs som svar på detta, det vill säga för att upprätthålla användarnas rättigheter och juridisk auktoritet som den högsta instansen för att besluta om sanktioner mot användare. De förslag som syftade till att i ökad utsträckning reglera innehållsfrågor föll dock bort under förhandlingarna mellan EU:s medlemsstater i rådsarbetsgruppen för it- och telekomfrågor (en undergrupp till ministerrådet för transport och telekommunikation). Trots detta röstade industriutskottet i Europaparlamentet den 21 april 2009 med bred majoritet igenom ett tillägg, "tillägg 138" till direktivet om bättre reglering. Detta tillägg stadgade att det krävs förhandsbeslut från domstol för att kunna stänga av användare från Internet. I övrigt röstade man igenom de kompromisstexter som man i förhandlingar kommit överens om med medlemsstaterna i ministerrådet, det vill säga nya bestämmelser om regler för konkurrens och konsumentskydd för sektorn elektronisk kommunikation. Efter intensivt förhandlande mellan företrädare för Europaparlamentet och ministerrådet lyckades man att enas som en kompromisstext. Vid Europaparlamentets omröstning i plenum den 5 maj avvek dock majoriteten från kompromissen och röstade ånyo igenom paketet som industriutskottet, dvs. inklusive tillägg 138 (som egentligen vid denna tid formellt var "tillägg 46"). Tillägg 138 var sedermera den enda utestående frågan för att ministerrådet och Europaparlamentet skulle komma överens. Ministerrådet hade fyra månader (tre månder som kan förlängas med en månad) på sig från det att parlamentets förslag var formaliserat, det vill säga att det hade granskats från konstitutionell utgångspunkt och översatts till alla de officiella språken i EU, att acceptera parlamentets förslag. Detta skedde den 26 juni 2009. Den 26 oktober 2009 antog ministerrådet två av de tre rättsakterna som utgör telekompaketet nämligen "Medborgarnas rättigheter" (om konsumentskyddsfrågor m.m.) och förordningen om BEREC, som innebär att en ny myndighet på EU-nivå skapas med den huvudsakliga uppgiften att bidra till att den särskilda konkurrensregleringen för sektorn tillämpas enhetligt inom EU. 
En överenskommelse kring den utestående frågan om telekompaketet nåddes vid ett s.k. förlikningssammanträde den 4 november 2009 mellan rådet och representanter för Europaparlamentet.
Därmed kunde den kvarvarande rättsakten, Bättre reglering, till vilken tillägg 138 hör, antas av ministerrådet (Jordbruksrådet) den 19 november 2009 och av Europaparlamentet den 24 november 2009. Paketet signerades, å rådets vägnar, av den dåvarande svenska infrastrukturministern Åsa Torstensson och Europaparlamentets talman Jerzy Buzek. Därefter har medlemsstaterna 18 månader på sig att implementera de nya reglerna i sina nationella lagstiftningar.
Regeringen fattade den 17 mars 2011 beslut om att överlämna propositionen Bättre regler för elektroniska kommunikationer till riksdagen som med stöd av Miljöpartiet biföll förslaget den 18 maj 2011. Lagen träder således ikraft den 1 juli 2011.

## Lobbyister
Telekompaketet väckte stor uppmärksamhet från många USA-baserade företag, bland annat AT&T och Verizon, men även vissa lobbyistgrupper.

## Kritik
Paketet har beskrivits som ett sätt att förena Europas telekommunikationsmarknad för alla 27 medlemsländer i EU, men även blivit starkt kritiserat och anklagat för att vilja förvandla internets öppna struktur till något som mer liknar kabel-tv. Kritikerna hävdar att telekompaketet skulle göra det möjligt för internetleverantörer att avgöra vilka webbsidor användarna är tillåtna att besöka, vilket potentiellt begränsar åtkomsten av hemsidor som är kritiska mot internetleverantören eller regeringen. Internetleverantören skulle då sälja "paket", liknande kabel-tv, med åtkomst till ett begränsat nummer utvalda sidor. Kritiker menar att detta kraftigt skulle begränsa yttrandefriheten på internet och även förändra rollen för internetleverantörer. Dessa kan bli skyldiga att filtrera sidor samt stänga av användare från nätet helt och hållet om det föreligger misstanke om brott. För att kunna uppfylla dessa krav måste internetleverantörerna då övervaka vad användarna faktiskt gör på nätet, vilka sajter de besöker och vilka filer de skickar och tar emot. De kontrakt som leverantörerna sluter med användarna skulle i så fall innehålla klausuler där abonnenterna accepterar helt nya villkor för rätten att vistas på nätet. 
Främst har förespråkarna för paketet framfört att det inte finns några förslag i det som begränsar användarnas möjligheter att använda nätet och inte heller ett ökat inslag av övervakning. I det kompromissförslag som slutligen antogs finns dock skrivningar om "nätneutralitet" som tydligt stadgar att de nationella regleringsmyndigheterna (i Sverige Post- och telestyrelsen) ska verka för att användarna ska nå och distribuera de tjänster och applikationer de önskar. Dessutom finns det krav på att operatörer som inför begränsningar i sina kunders internetåtkomst, om sådana begränsningar tillåts på nationell nivå, är skyldiga att informera sina kunder om dessa begränsningar. Således innebär det att det nya telekompaketet leder till ett mer öppet Internet för EU:s medborgare än vad som gäller för närvarande. Förespråkarnas huvudargument är dock att frågor om öppenhet på nätet är nationella och att telekompaketet handlar om ökad konkurrens och konsumentsäkerhet och att debatten om öppenhet och avstängning från Internet egentligen inte har med telekompaketet att göra. I det färdiga beslutet antogs dock skrivelserna om skydd mot avstängning av internetabonnemang, men med nya villkor om en "objektiv prövning" utifrån den europeiska konventionen om mänskliga rättigheter. Huruvida denna prövning sker av domstol, myndighet eller annat organ är upp till medlemsstaterna att själva besluta om. Dessutom fastställdes att skyddet gäller i förhållande till åtgärder från medlemsstaterna, dvs. regeringar eller deras myndigheter. Och att kravet på förhandsprövning kan åsidosättas i vissa särskilt brådskande situationer när så är påkallat och i överensstämmelse med konventionen.
De som har motsatt sig tillägg 138 (bl.a. den svenska regeringen) har gjort det utifrån tre perspektiv. 1) Det anses ligga utanför parlamentets kompetens att reglera förhållanden i enskilda medlemsstater och då tillägget tycks specialinriktad mot en fransk lag, s.k. Hadopi, kan det inte accepteras; 2) skrivninger riskerar att strida mot avtalsrätten, specifikt avtal mellan Internetoperatörer och dess kunder, då de förra riskerar att behöva ha domstolsutslag i förväg för att kunna bryta uppkopplingen för kunder som inte betalat sin faktura eller för att stänga av kapade datorer som skickar skräppost (spam); 3) telekompaketet reglerar infrastrukturförhållanden och inte innehållsfrågor.
Den beslutade kompromissen kunde således accepteras eftersom enskilda medlemsstaters rättssystem inte detaljreglerades och då operatörernas civilrättsliga avtal med sina kunder inte påverkades av beslutet.